# Союз Т-9
Союз Т-9 е съветски пилотиран космически кораб, който извежда в Космоса екипажа на втората основна експедиция на орбиталната станция Салют-7.

## Екипажи

#### Основен
- Владимир Ляхов (2) – командир
- Александър Александров (1) – бординженер

#### Дублиращ
- Владимир Титов – командир
- Генадий Стрекалов – бординженер

## Параметри на мисията
- Маса: 6850 кг
- Перигей: 201 km
- Апогей: 229 km
- Наклон на орбитата: 51,6°
- Период: 88,6 мин

## Програма
Втора основна експедиция на орбиталната станция „Салют-7“. От декември 1982 г. станцията е необитаема и лети в автоматичен режим. Успешно скачване на следващия ден от старта с орбиталния комплекс „Салют-7“ – Космос 1443. Разтоварване на „Космос 1443“. След неговото отделяне корабът Союз Т-9 е „прехвърлен“ от кърмовия на предния скачващ възел на станцията. По време на полета са посрещнати два товарни кораба Прогрес-17 и -18. Направени са две излизания в открития космос на 1 и 3 ноември.
Посетителски експедиции не са планирани по време на полета, а замяната на екипажа е провалена заради аварията при старта на Союз Т-10-1.
По време на полета са проведени научно-технически и медико-биологични експерименти, космонавтите правят снимки в открития космос за игрален филм (на руски: „Возвращение с орбиты“).

### Космическа разходка
| № | Участници                             | Начало                   | Край                     | Продължителност    |
| - | ------------------------------------- | ------------------------ | ------------------------ | ------------------ |
| 1 | Александър Александров Владимир Ляхов | 1 ноември 1983 04:40 UTC | 1 ноември 1983 07:30 UTC | 2 часа и 50 минути |
| 2 | Александър Александров Владимир Ляхов | 3 ноември 1983 03:47 UTC | 3 ноември 1983 06:42 UTC | 2 часа и 55 минути |